# Zip, zip, zip
Zip, zip, zip är det fjortonde avsnittet av första säsongen av TV-serien How I Met Your Mother. Det hade premiär på CBS den 6 februari 2006.

## Sammandrag
Ted och Victoria har varit tillsammans i en månad. Marshall och Lily ska till ett "bed and breakfast" för att fira att de varit tillsammans i nio år. Barney och Robin blir "bros".  

## Handling
Victoria och Ted upplever mycket tillsammans för första gången, men eftersom Victoria inte vill gå för fort fram väntar de med sex den första månaden. Ted tror att Victoria kan vara den rätta, men börjar ändå bli sexuellt frustrerad. Victoria ändrar sig och de åker hem till Ted för att ha sex. De bygger däremot upp stämningen långsamt i vardagsrummet.
Marshall och Lily befinner sig under tiden i lägenheten. De hade planerat att åka till ett bed and breakfast för att fira att de varit tillsammans i nio år, men ändrade sig och firade mer avslappnat på hemmaplan. När Ted och Victoria dyker upp gömmer de sig på toaletten för att inte förstöra stämningen. 
Där inne börjar Lily ifrågasätta romantiken i deras eget förhållande, eftersom Ted och Victoria verkar ha sådan glöd. De verkar inte ha något kvar att uppleva tillsammans för första gången, men då kommer Lily på att hon måste kissa. Det här får dem att inse att förhållandet inte ännu har gått i stå.
Robin umgås med Barney i brist på alternativ. Hon visar sig vara en bra "polare"/"bro" som dyker upp i kostym, röker cigarrer, spelar laserspel och försöker hjälpa Barney att få tjejer. Senare åker de hem till Robin för att spela Sänka skepp. Barney tolkar det som att de ska ha sex och klär av sig. Robin skäller ut honom och får sedan medge att hon har känslor för Ted.

## Popkulturella referenser
- Lily säger att hon drack mycket alkohol när hon maratontittade på tv-serien Quantum Leap. Marshall svarar "Oh boy, oh boy", en fras som huvudpersonen Sam sade i varje avsnitt av Quantum Leap.